# القطاع العاصمي
القطاع العاصمي أو منطقة الجزائر العاصمة هو منطقة في شمال الجزائر تضم وسط شمال البلاد بأكمله، وهي تقابل تقريبًا مناطق بايلك التيطري ودار السلطان القديمة. تضم المنطقة عدة ولايات : الجزائر، تيبازة، البليدة، المدية، عين الدفلى، الشلف٬ بومرداس٬ البويرة٬ تيسمسيلت، الجلفة، شمال الأغواط .

## جغرافيا

### المدن الرئيسية
- الجزائر
- البليدة
- المدية
- بوفاريك
- حجوط
- شرشال
- تيبازة
- مليانة
- تنس
- تيسمسيلت
- الشلف
- البويرة
- دلس
- بومرداس
- القليعة
- عين الدفلى
- خميس مليانة
- البرواقية
- تيزي وزو

## السكان واللغات
يتكلم سكان الوسط باللغة العربية بالدرجة الأولى إضافة للهجات الأمازيغية المتواجدة في الأطلس البليدي والونشريس وجبال الظهرة وأهما اللهجات الأمازيغية هي:
- اللهجة الشناوية
- أمازيغية الأطلس البليدي

## الثقافة

### الموسيقى
- الحوزي
- الشعبي
- الأندلسي
- القناوي

عيساوة بالعاصمة
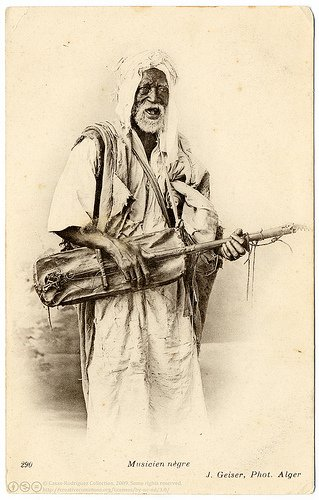
قناوي بالعاصمة
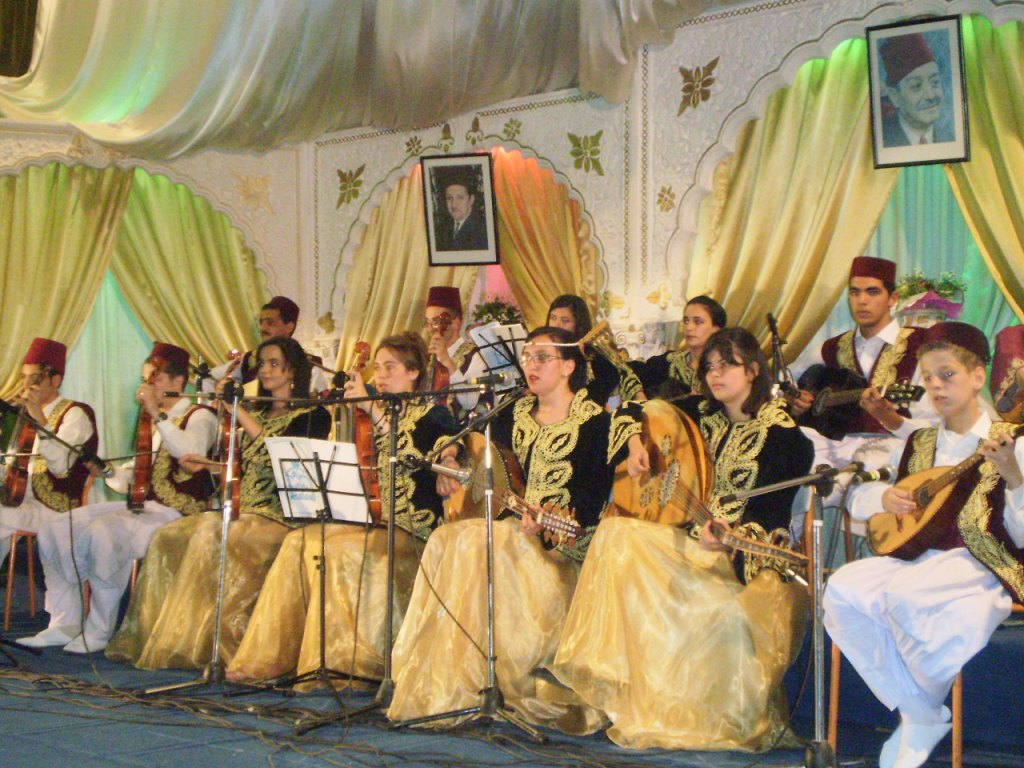
جمعية الودادية للحوزي البليدة
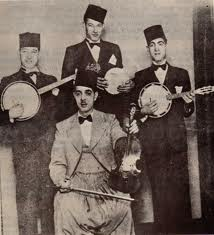
الحاج محمد العنقى
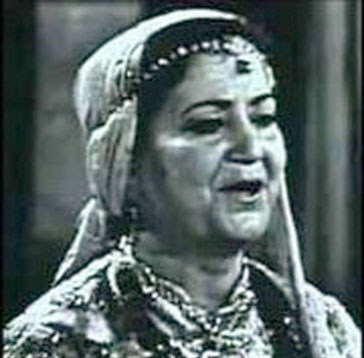
فضيلة الدزيرية

### المطبخ

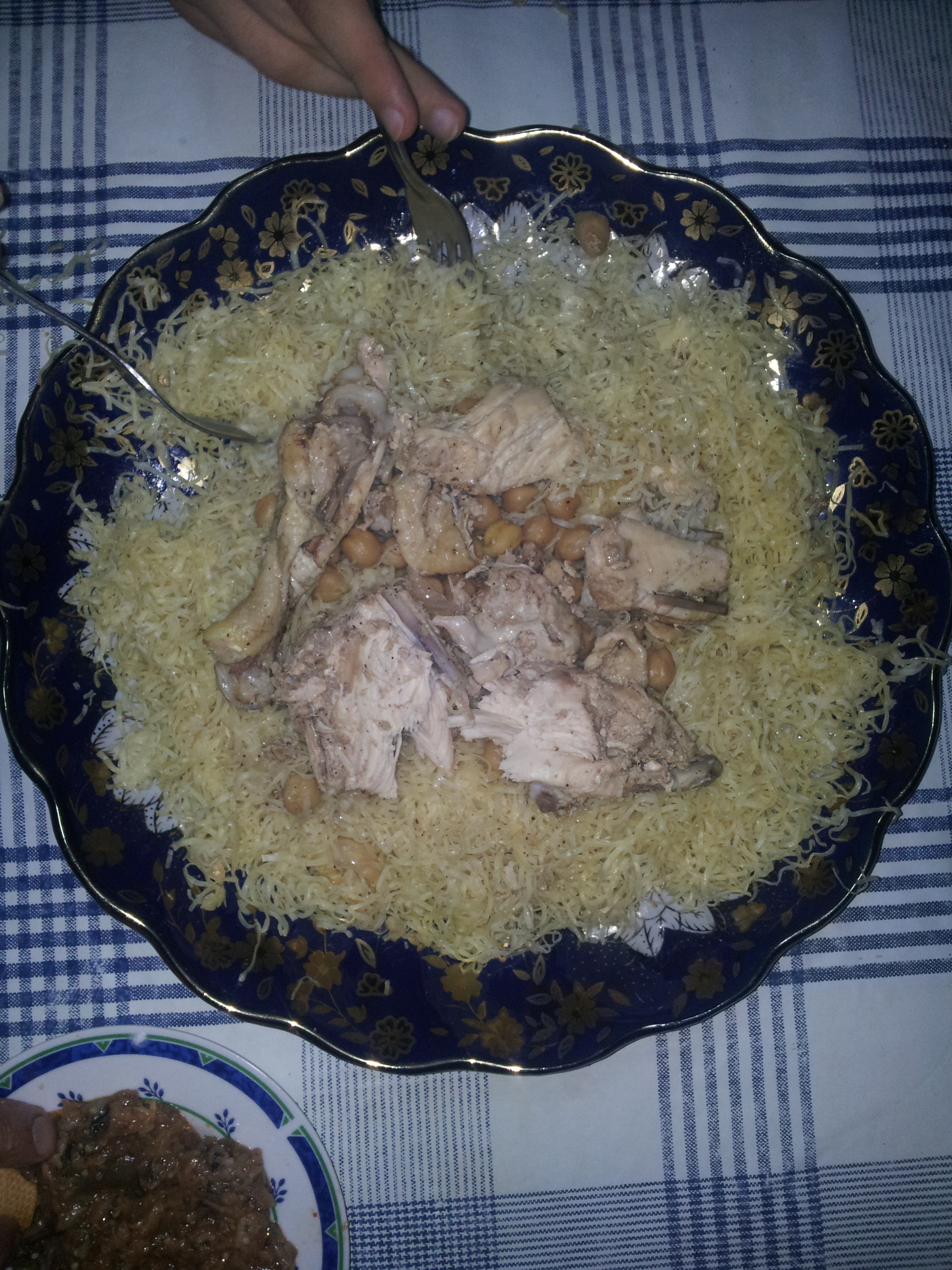
رشتة
طمينة

### اللباس

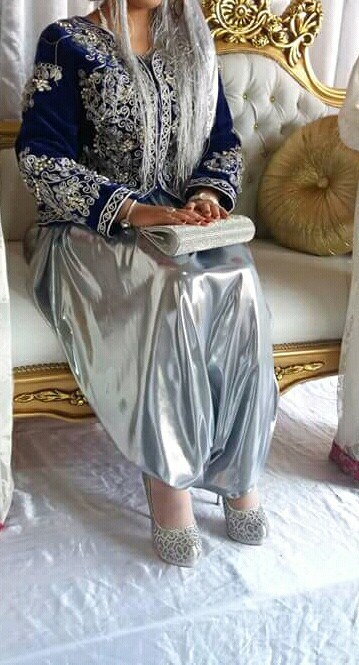
كاراكو
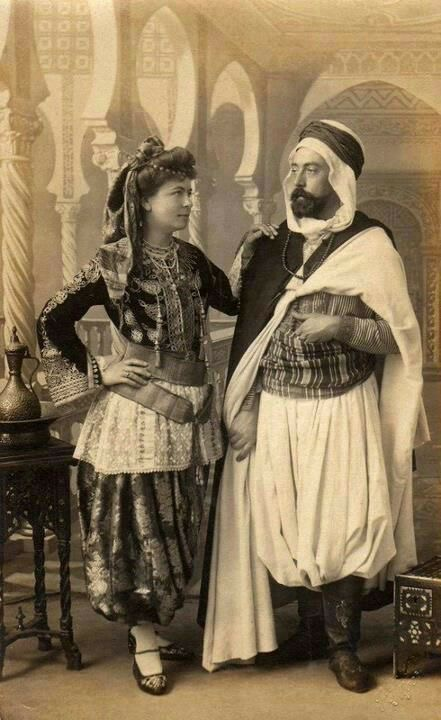
زوج عاصمي
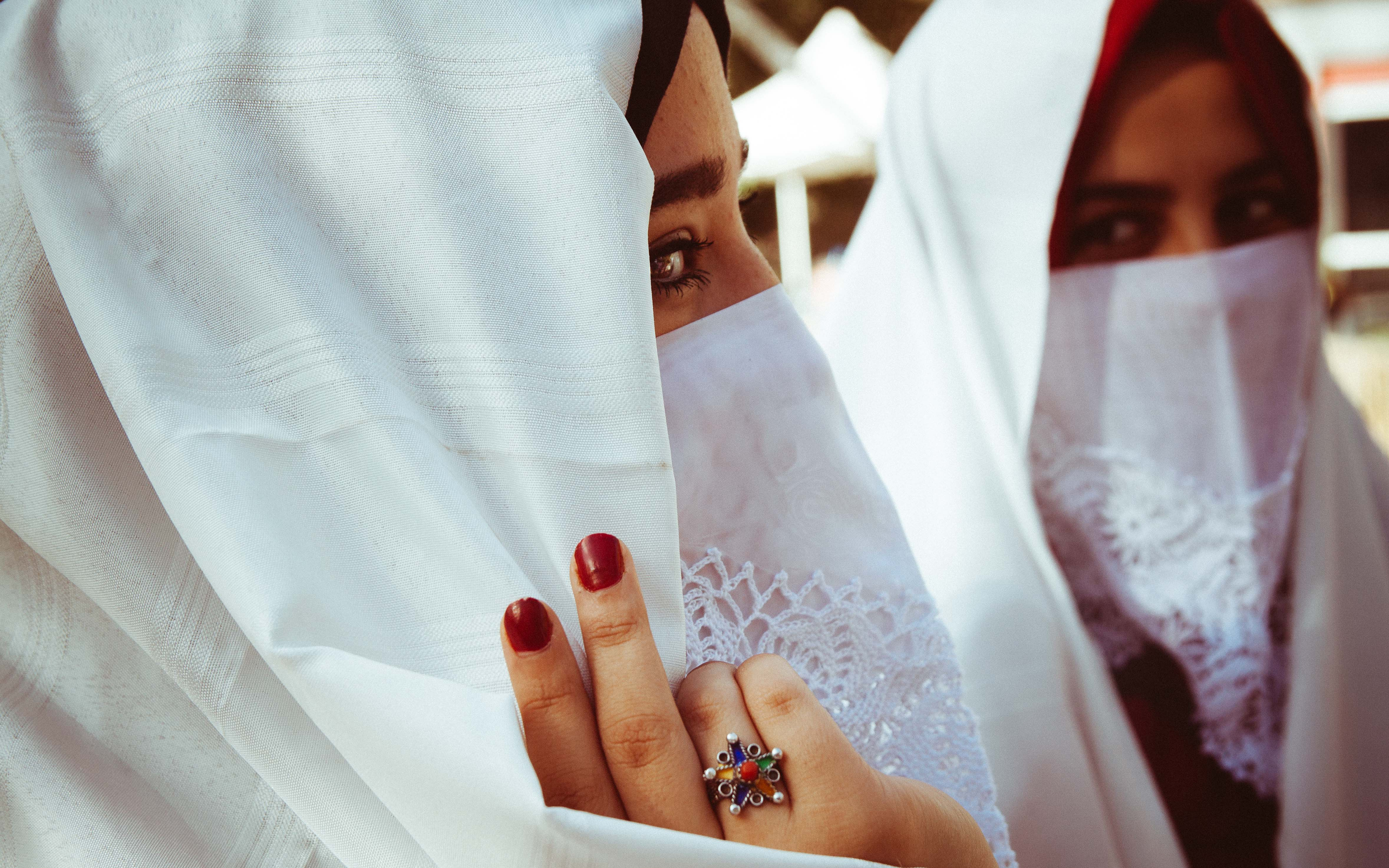
حايك
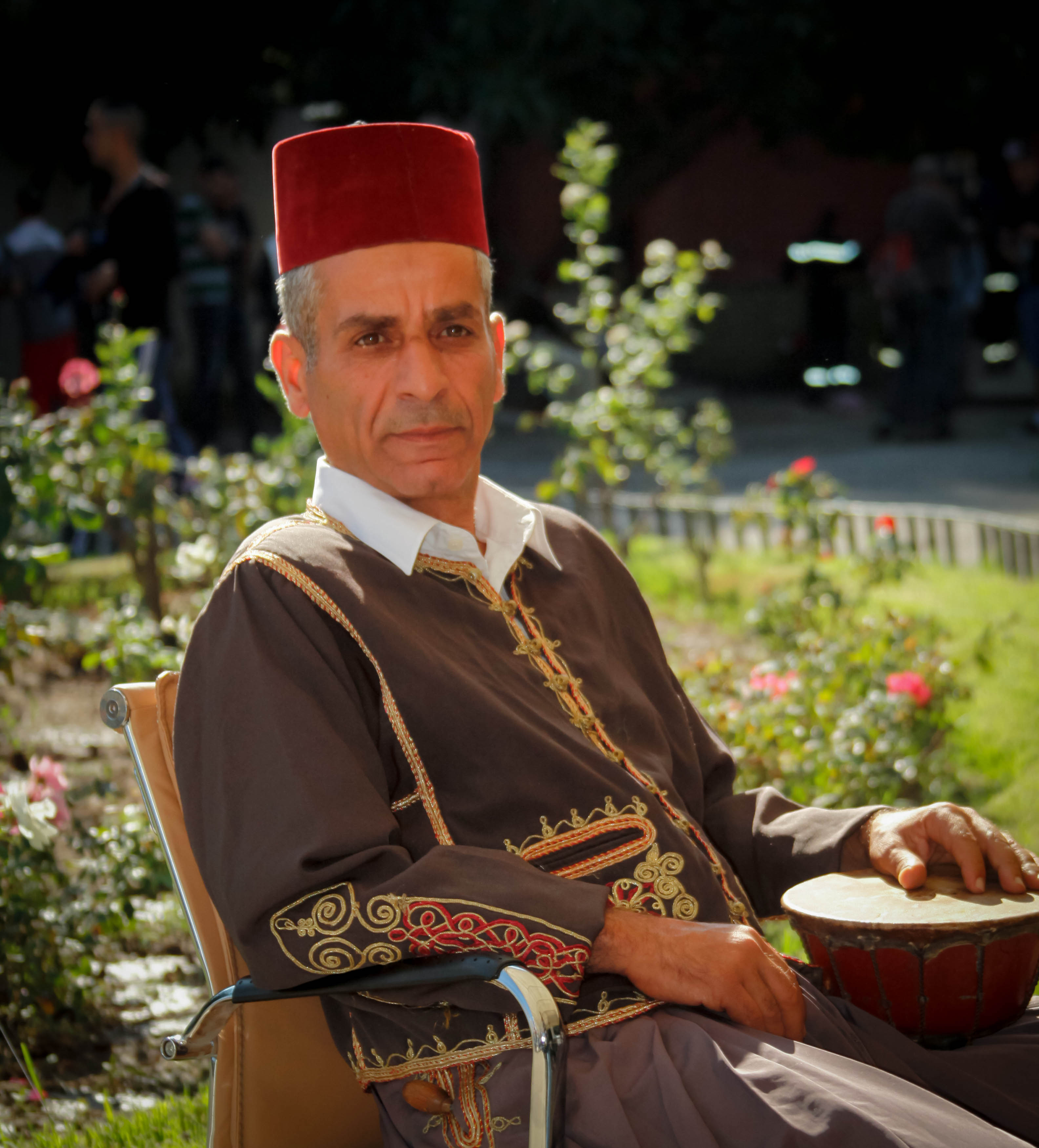
لباس عاصمي
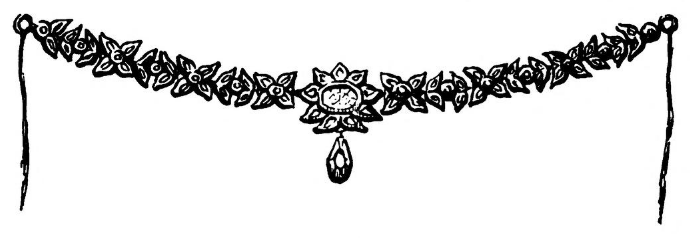
خيط الروح
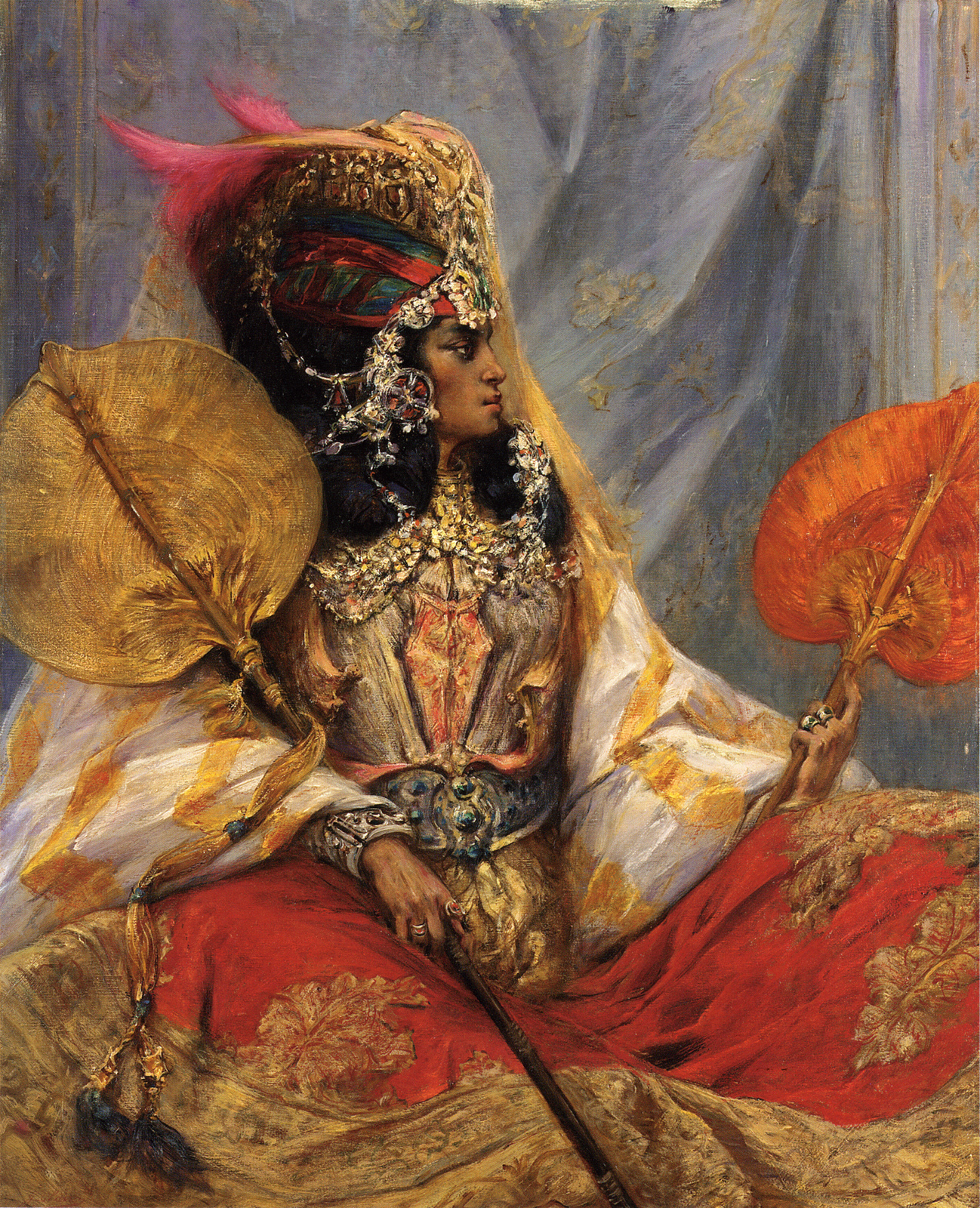
مرأة نايلية

## معرض صور

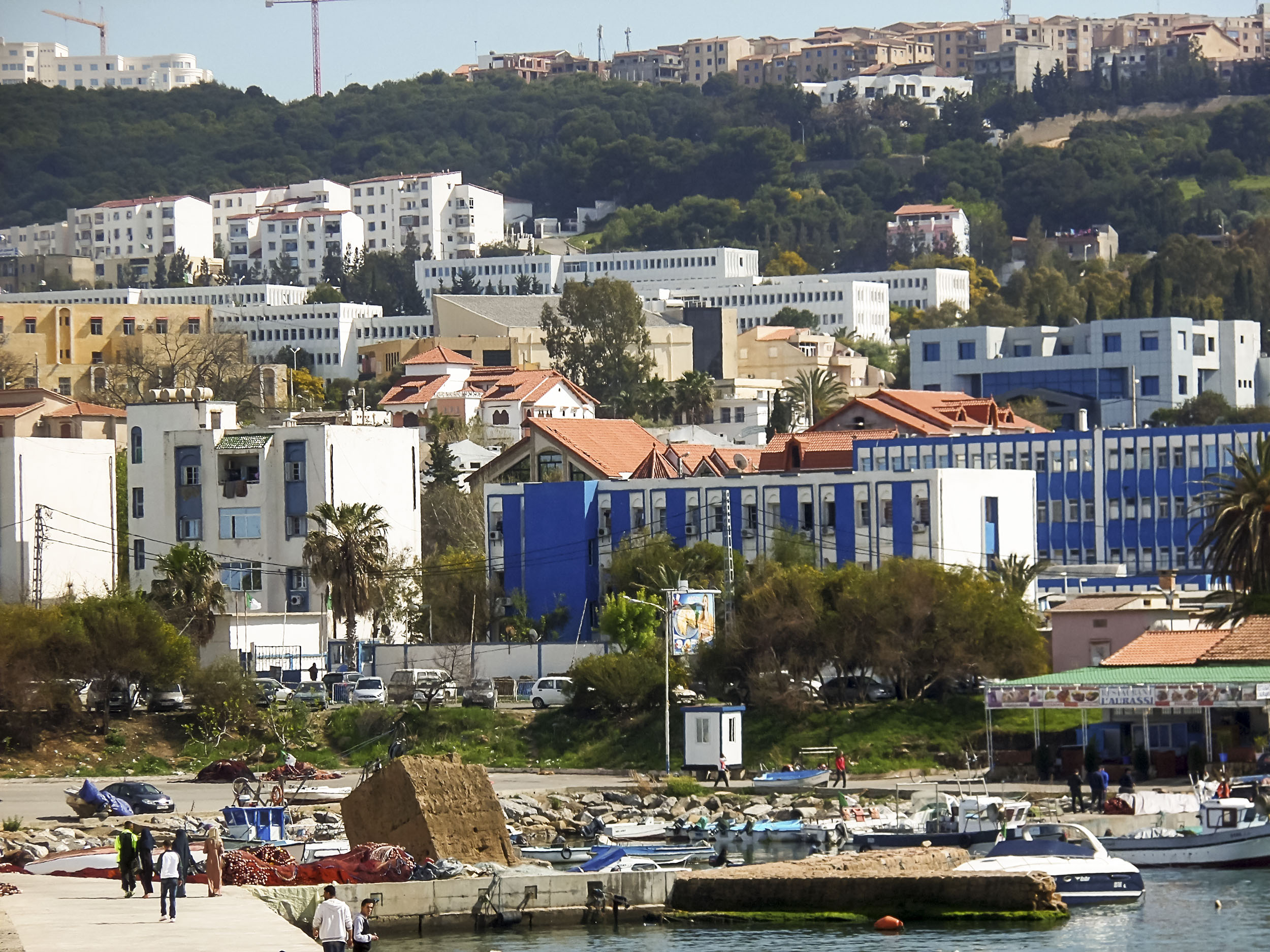
تيبازة
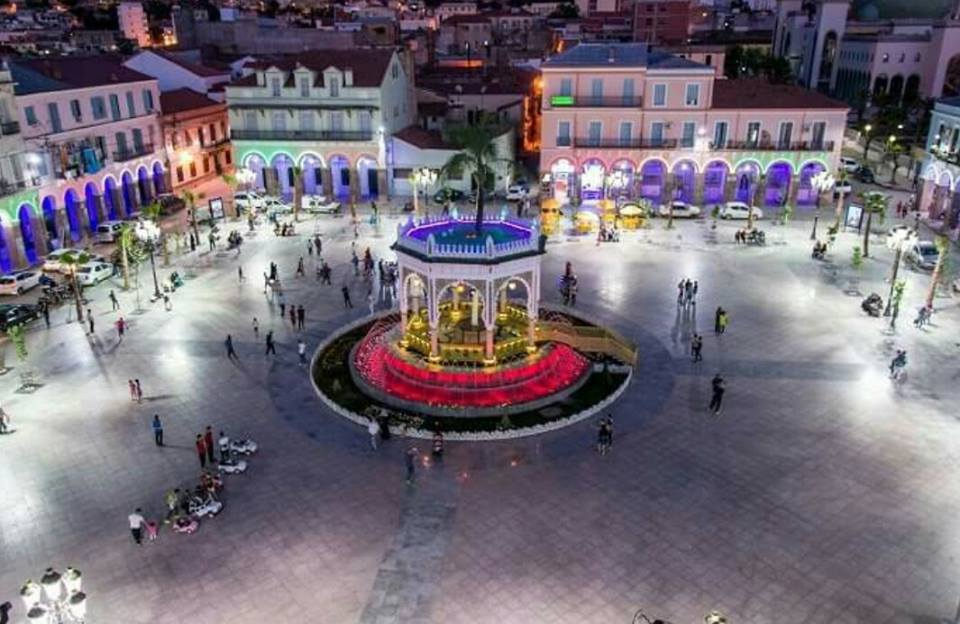
البليدة
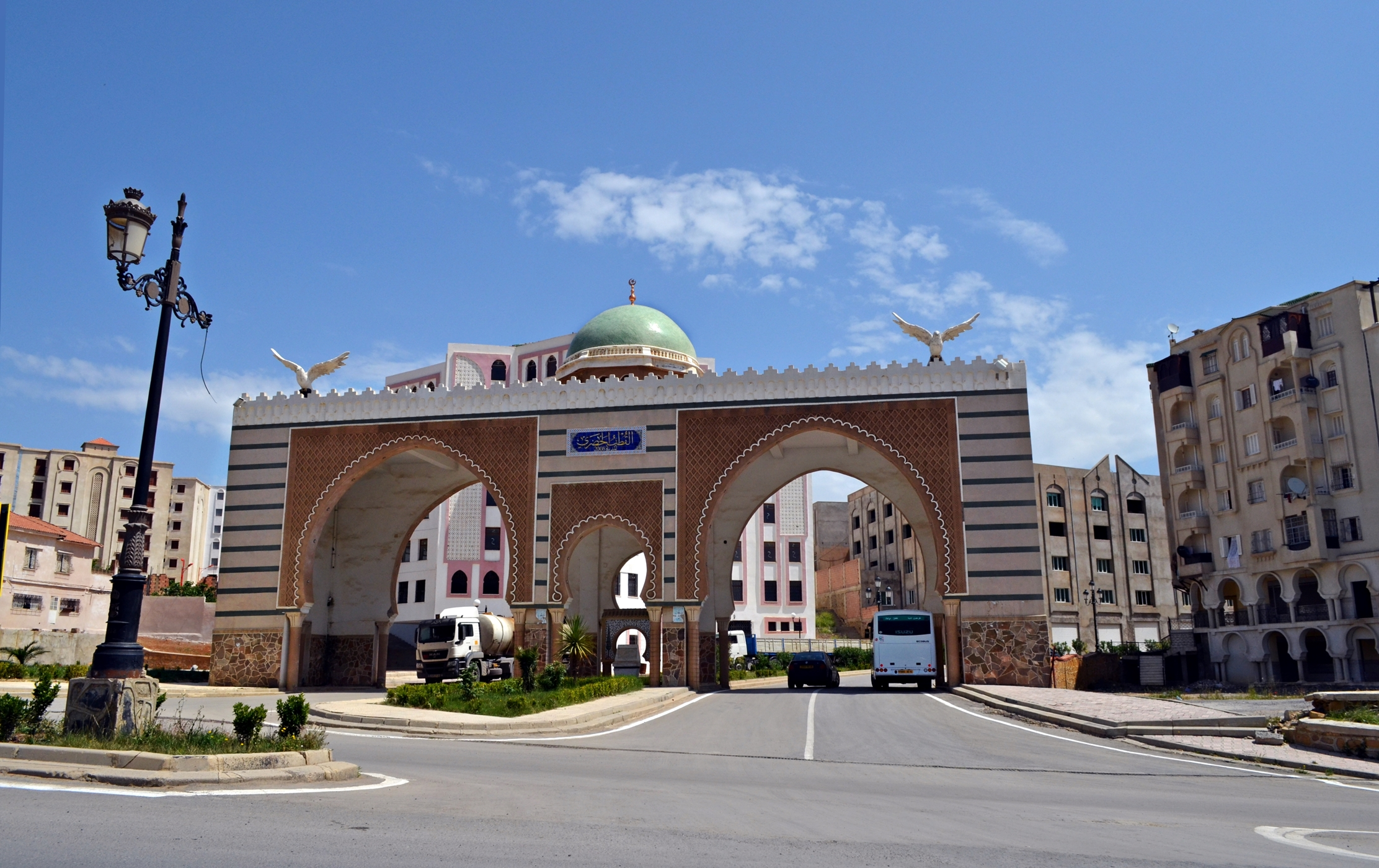
المدية
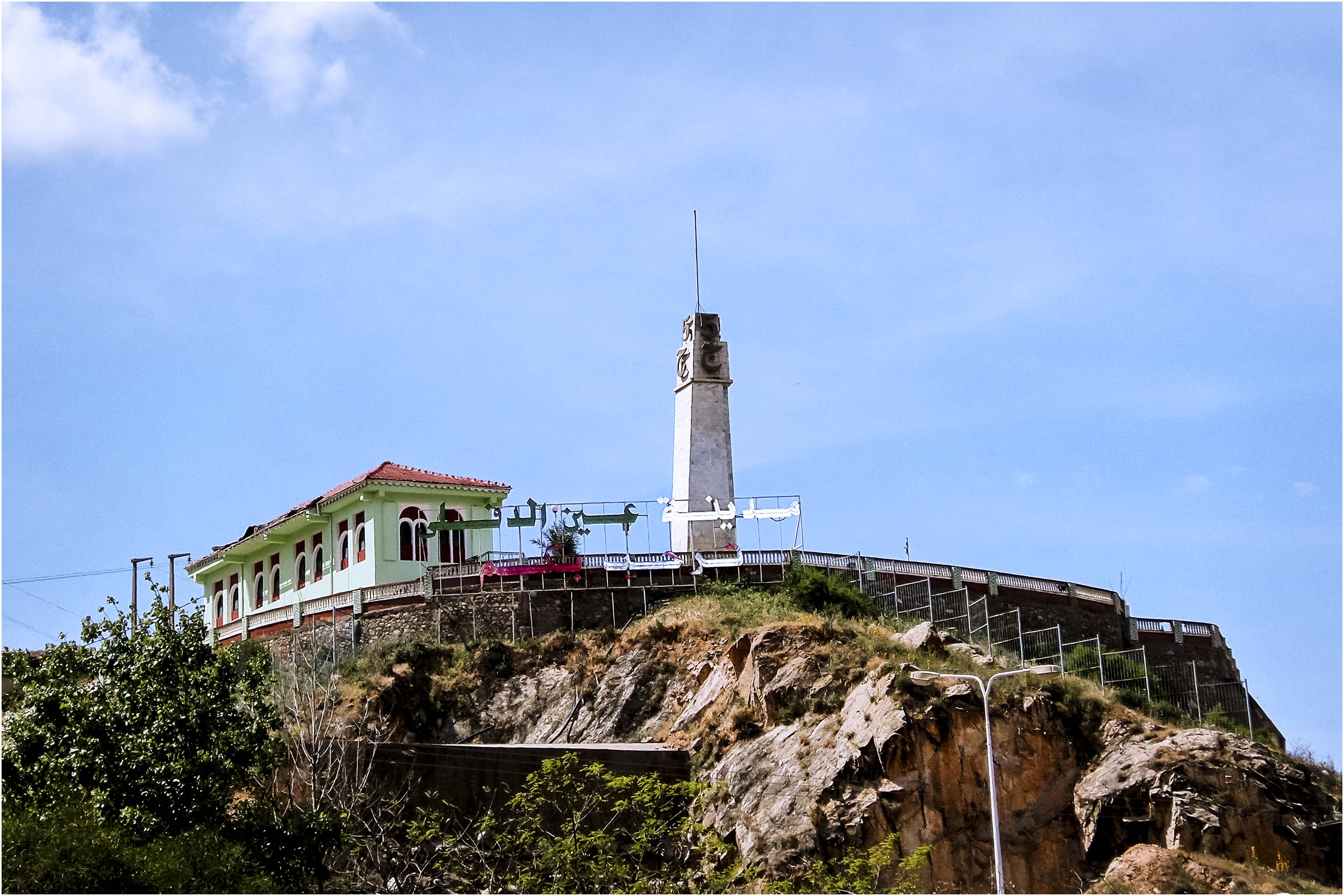
عين الدفلى
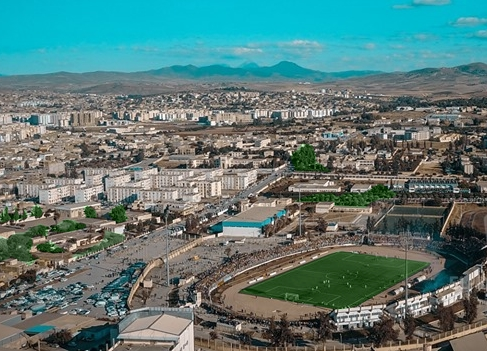
مدينة الشلف
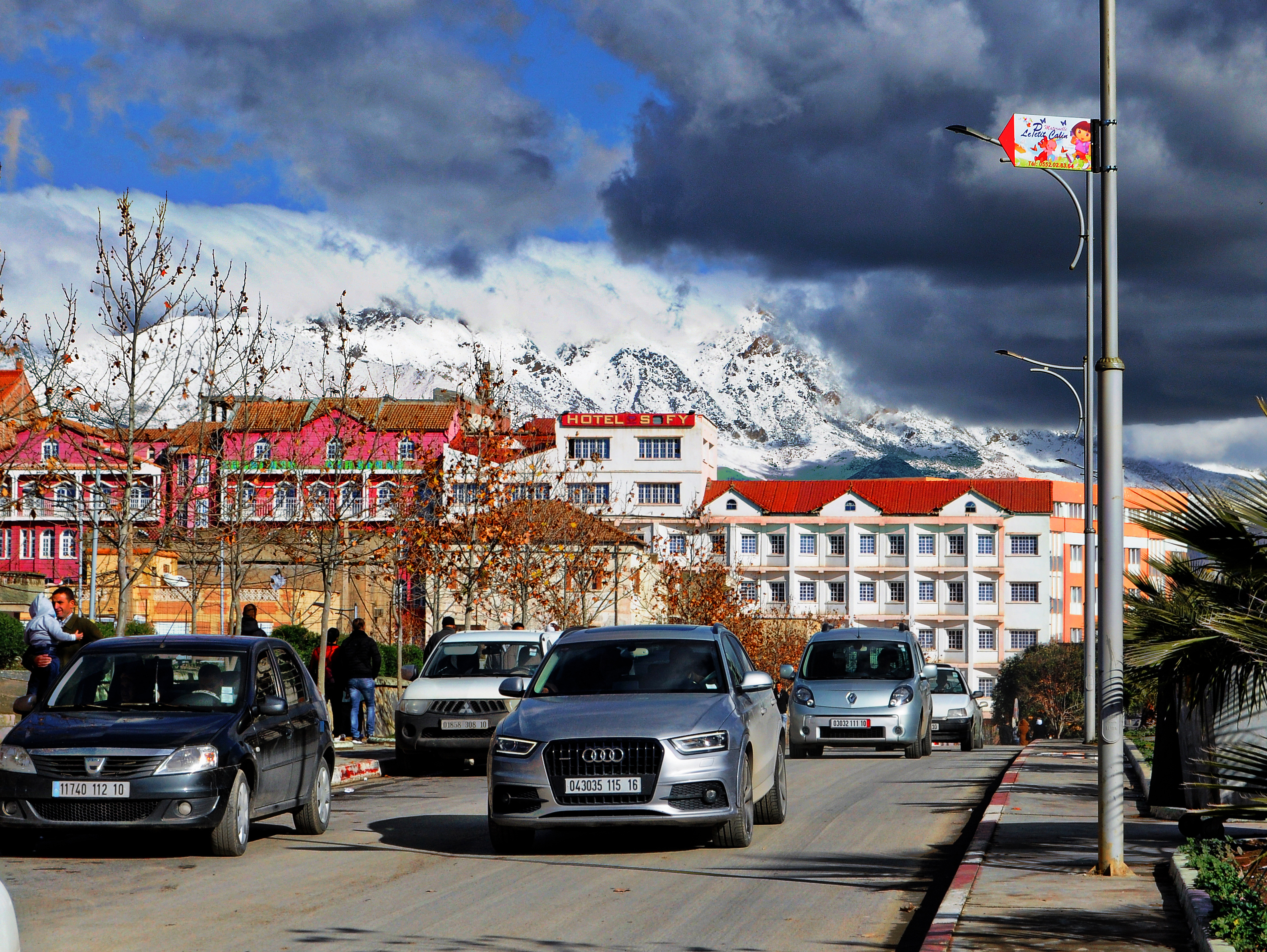
البويرة
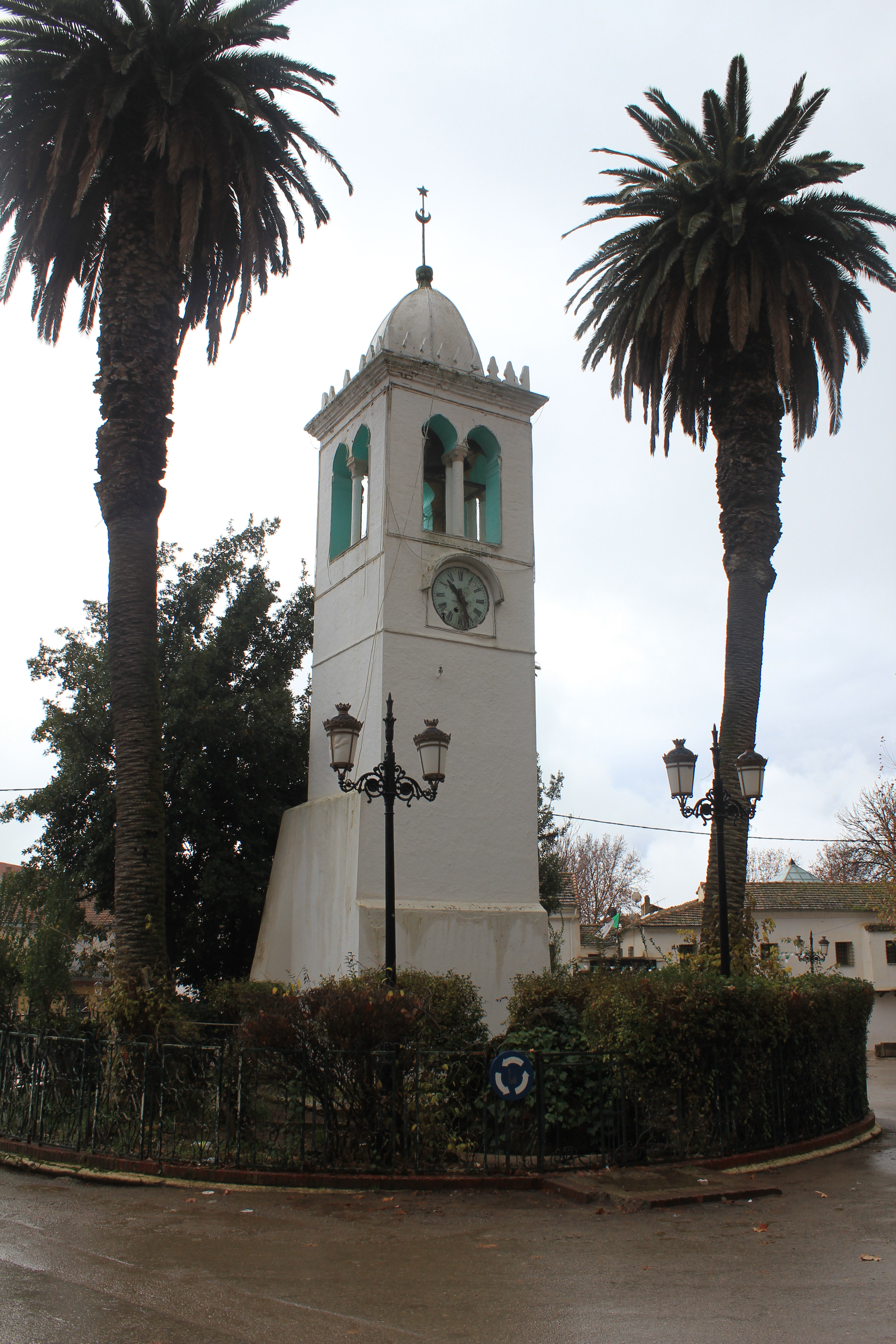
منارة البطحة بمليانة
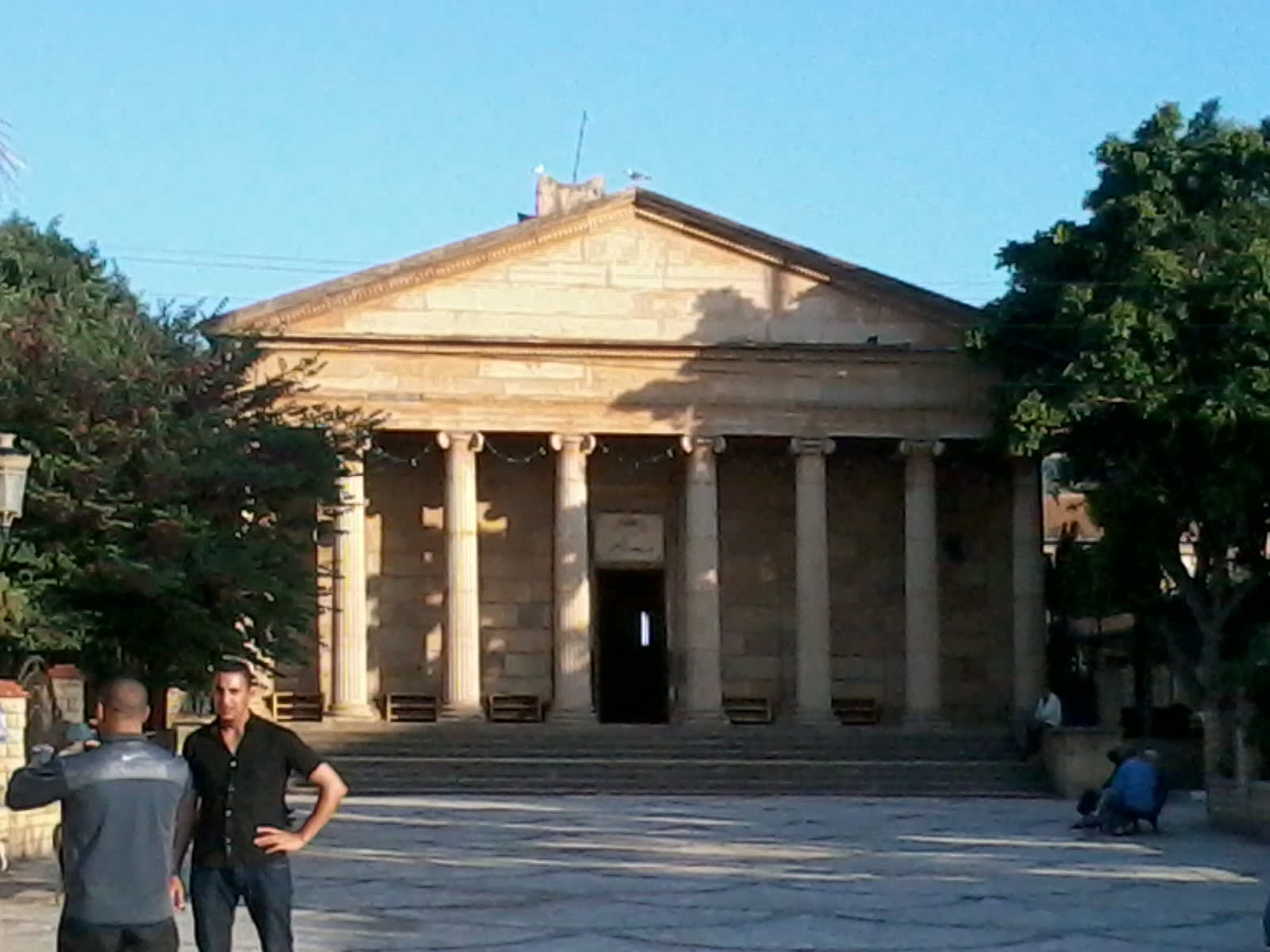
مسجد الرحمن بشرشال
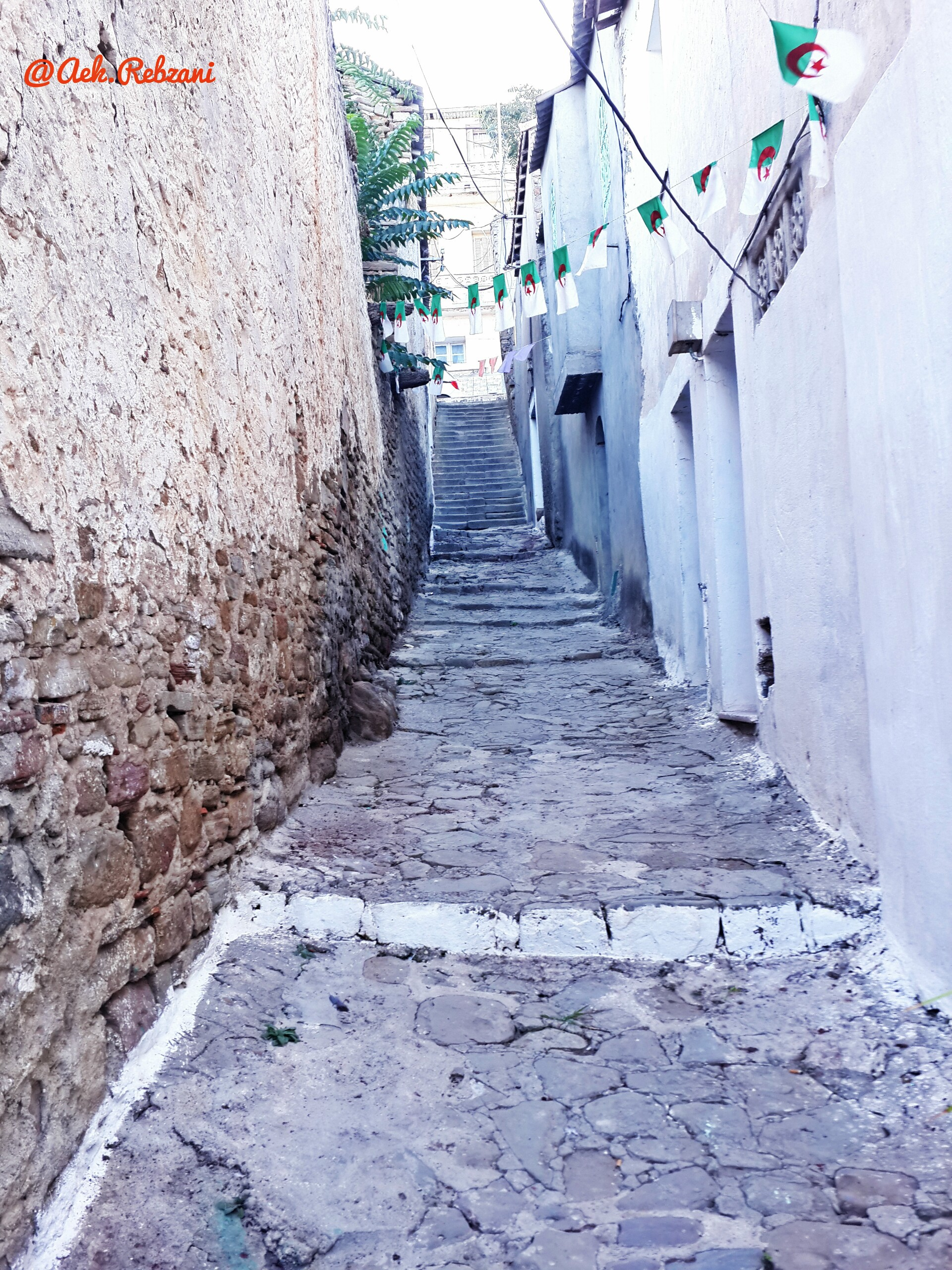
قصبة دلس
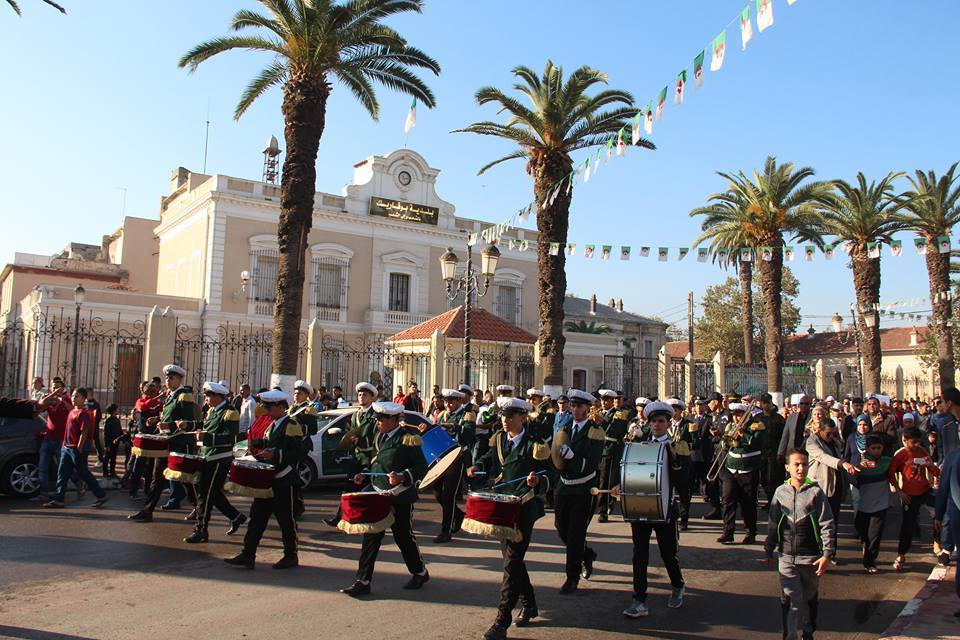
بوفاريك
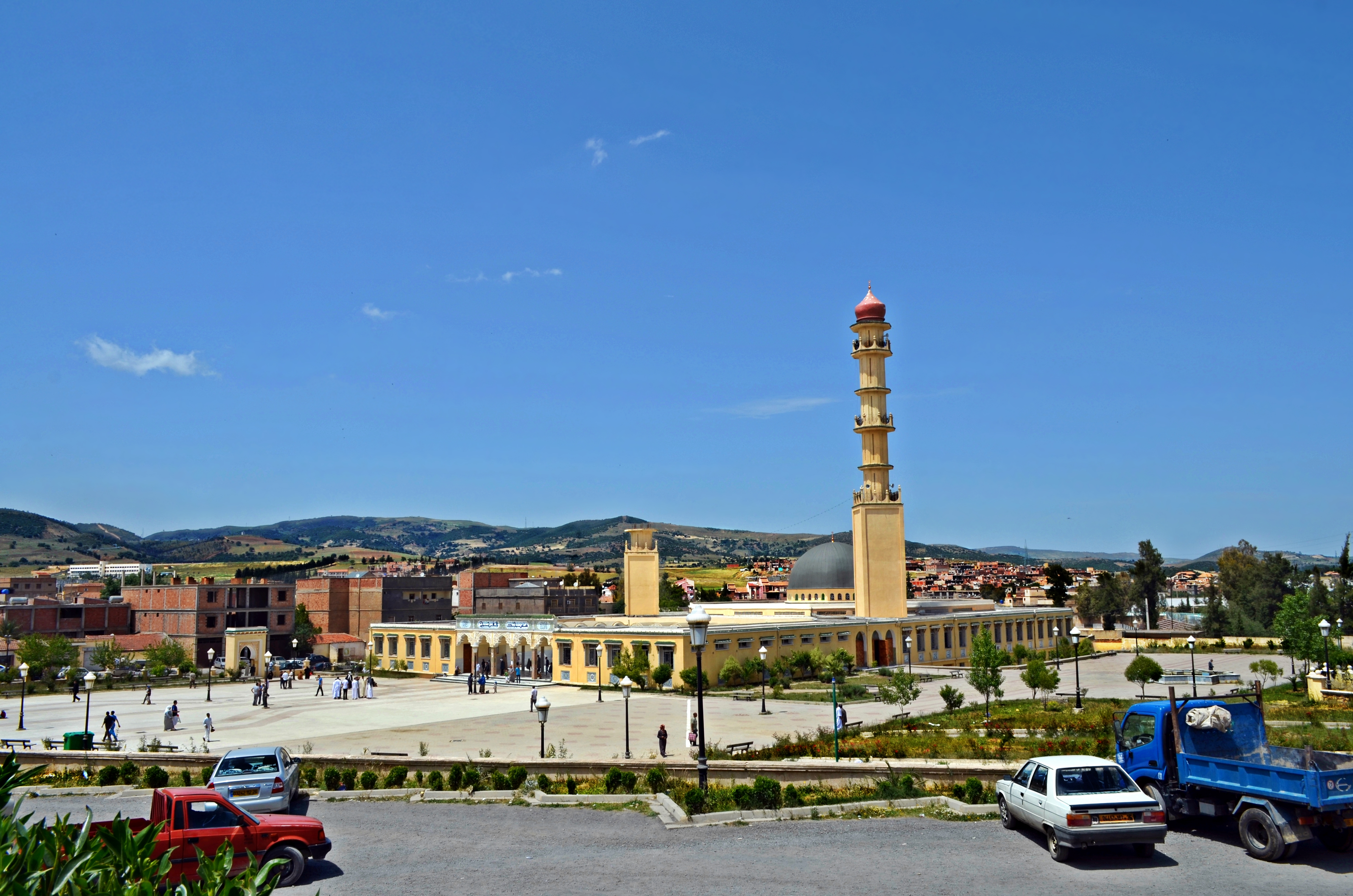
مسجد الفتح البرواقية
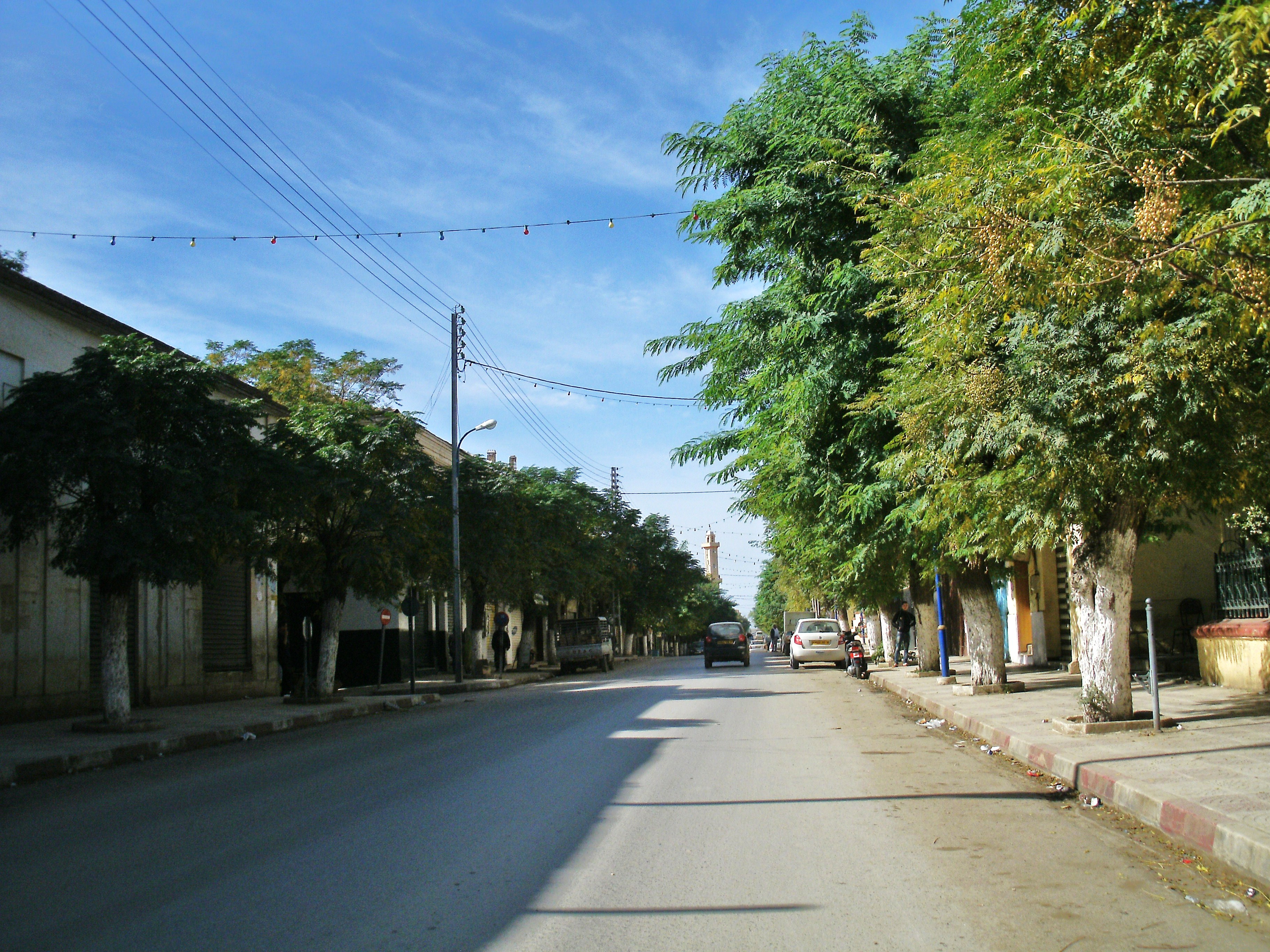
خميس مليانة

## مقالات لها صلة
- عمالة الجزائر